# Рудьяно
Рудьяно (итал. Rudiano) — коммуна в Италии, располагается в провинции Брешиа области Ломбардия.
Население составляет 4601 человек, плотность населения составляет 511 чел./км². Занимает площадь 9 км². Почтовый индекс — 25030. Телефонный код — 030.
В коммуне 8 сентября особо празднуется Рождество Пресвятой Богородицы.